# 이경준 (축구 선수)
이경준(理敬浚, 2006년 1월 27일 ~ )는 대한민국의 축구 선수로 포지션은 골키퍼이며 현재 K리그2 수원 삼성 블루윙즈 소속이다.